# Júnior César
Júnior César Eduardo Machado o simplemente Júnior César (n. 9 de abril de 1982 en Magé, Río de Janeiro), es un exjugador de fútbol brasileño. Jugaba de defensa central o lateral izquierdo.

## Clubes
| Club                      | País   | Año           |
| ------------------------- | ------ | ------------- |
| Fluminense                | Brasil | 2002-2004     |
| Club Santos Laguna        | México | 2005-2006     |
| Botafogo                  | Brasil | 2006          |
| Fluminense                | Brasil | 2007-2008     |
| São Paulo                 | Brasil | 2009-2010     |
| Flamengo (cedido)         | Brasil | 2011          |
| Atlético Mineiro (cedido) | Brasil | 2012 - 2013   |
| São Paulo                 | Brasil | 2013-Presente |

## Palmarés

### Campeonatos Regionales
| Título             | Club             | País   | Año  |
| ------------------ | ---------------- | ------ | ---- |
| Campeonato Carioca | Fluminense       | Brasil | 2002 |
| Campeonato Carioca | Botafogo         | Brasil | 2006 |
| Taça Guanabara     | Botafogo         | Brasil | 2006 |
| Campeonato Mineiro | Atlético Mineiro | Brasil | 2013 |

### Campeonatos nacionales
| Título         | Club       | País   | Año  |
| -------------- | ---------- | ------ | ---- |
| Copa de Brasil | Fluminense | Brasil | 2007 |

### Copas internacionales
| Título            | Club (*)         | País   | Año  |
| ----------------- | ---------------- | ------ | ---- |
| Copa Libertadores | Atlético Mineiro | Brasil | 2013 |